# Ivan Trevejo
Iván Trevejo Pérez, né le 1er septembre 1971 à La Havane, est un escrimeur français d'origine cubaine, spécialiste de l'épée.
Sous les couleurs de Cuba, il a remporté la médaille d'argent en individuel aux Jeux olympiques de 1996 à Atlanta et celle de bronze par équipes à ceux de 2000 à Sydney. Il est également champion du monde par équipes en 1997 au Cap et médaille de bronze par équipes en 1999 à Séoul.
En 2002, après l'épreuve de Coupe du monde de Lisbonne,  Il s'installe dans le sud de la France et continue l'escrime sur le circuit national.. Il obtient la nationalité française en 2010, ce qui le rend éligible à une sélection en équipe de France. Après dix ans d'absence de la compétition internationale, il atteint les quarts-de-finale de l'épreuve de Coupe du monde de Legnano en janvier 2013, de Tallinn en 2013 et remporte la médaille de bronze au Challenge RFF-Trophée Monal en mai. Il termine huitième aux championnats d'Europe de Zagreb. Il remporte la médaille d'or aux Jeux européens de 2015 à Bakou.